# Боржеш, Гонсалу
Гонсалу Оскар Албукерке Боржеш (порт. Gonçalo Óscar Albuquerque Borges; род. 29 марта 2001, Лиссабон) — португальский футболист, вингер нидерландского клуба «Фейеноорд».

## Клубная карьера
Боржеш — воспитанник столичных клубов «Бенфика» и «Порту». 11 августа 2019 года в матче против ковильянского «Спортинга» он дебютировал в составе дублёров последних в Сегунда лиге. 15 декабря 2021 года в поединке Кубка португальской лиги против «Риу Аве» Гонсалу дебютировал за основной состав. 16 января 2022 года в матче против «Белененсеш» он дебютировал в Сангриш лиге. В том же году игрок помог клуб выиграть чемпионат.
20 июля 2025 года перешёл в нидерландский «Фейеноорд», подписав четырёхлетний контракт до середины 2029 года. 6 августа дебютировал в матче Лиги чемпионов УЕФА против турецкого «Фенербахче».

## Достижения
Клубные
 «Порту»
- Победитель Сангриш лиги — 2021/22
- Обладатель Кубка португальской лиги (2) — 2021/22, 2022/2023
- Обладатель Кубка Португалии: 2022/23